# Likomamaulbrüter
Der Likomamaulbrüter (Placidochromis electra, Syn.: Haplochromis electra) ist eine Buntbarschart, die im ostafrikanischen Malawisee endemisch in der Umgebung der Insel Likoma vorkommt. 

## Merkmale
Männchen können eine Länge von 12 cm erreichen, Weibchen bleiben kleiner. Likomamaulbrüter sind mäßig hochrückig und seitlich stark abgeflacht. Männchen sind graubraun gefärbt, dominante Männchen werden hellblau bis violett. Sie zeigen auf den Körperseiten sechs bis sieben senkrechte, dunkle Streifen, deren Intensität von vorne nach hinten immer weiter abnimmt. Ein weiterer dunkler Streifen beginnt unterhalb des Auges, verläuft entlang des Mundwinkels und endet unter der Schnauze. Die Rückenflosse ist transparent und schimmert bläulich. Sie ist schwarz-weiß gesäumt. Die dunkelgraue Afterflosse ist schwarz gesäumt, deutlich ausgeprägte Eiflecke fehlen. Die Bauchflossen sind bläulich, ihre Vorderkante weißlich. Die unpaaren Flossen sind orange gepunktet. Weibchen sind kleiner, grau-silbrig gefärbt und schimmern bläulich. Rücken- und Afterflosse sind nicht so deutlich zugespitzt wie die der Männchen.
- Flossenformel: Dorsale XVI–XVII/10–12, Anale III/9–10.
- Schuppenformel: mLR 32–34, SL 24–32/12–18.

## Lebensweise
Der Likomamaulbrüter kommt über Sandböden vor, meist in Tiefen zwischen 7 und 15 Metern, ist schwimmfreudig und ernährt sich von Wirbellosen und losgerissenen Algen. Wie alle haplochrominen Buntbarsche ist der Likomamaulbrüter ein Maulbrüter, bei dem das Weibchen die Brutpflege übernimmt.